# Website Baker
Website Baker (en español, Panadero de Sitio Web) es un Sistema de Manejo de Contenido para sitios Web basado en PHP. Entre sus características se encuentran la publicación de páginas, artículos, noticias, imágenes y otros archivos y servicios añadidos como encuestas, votaciones, blogs y administración de usuarios y permisos. Website Baker, como otros Sistemas de Administración de Contenidos, es un sistema dinámico: en lugar de almacenar sus contenidos en archivos estáticos en el sistema de ficheros del servidor de forma fija, el contenido textual de las páginas y otras configuraciones son almacenados en una base de datos y se editan desde una interfaz gráfica a la que se accede desde el propio navegador web. Las páginas generadas, no obstante, se almacenan "tal cual", físicamente en el servidor con extensión .php
Se puede destacar la facilidad en su instalación, uso, configuración y extensión, tanto para usuarios experimentados, como para principiantes sin ningún conocimiento de páginas web dinámicas.

## Historia
Originalmente escrito por Ryan Djurovich, el SMC (Sistema de Manejo de Contenido) Website Baker fue lanzado en 2004.
El primer anuncio de Website Baker llegó con la versión 2.2.0 el 14 de diciembre de 2004. Con esta versión se introdujo páginas multinivel, secciones y multilenguaje, también se proporcionaron agregados.
El 4 de septiembre de 2005 Ryan Djurovich anunció en el tablero de mensajes varios temas: Una organización no lucrativa llamada "Open Source Bakery" (Panadería de Código Abierto) sería la responsable de Website Baker (lo que no se hizo realidad), los equipos responsables por el futuro del desarrollo y el mantenimiento del SMC, además de la utilización de un SVN propio en lugar de SourceForge.
La siguiente versión 2.6.0 lanzada el 28 de noviembre de 2005 fue la primera versión desarrollada y mantenida por la Comunidad.
El 16 de noviembre de 2008 Ryan Djurovich anunció que el SMC Website Baker se divide en dos proyectos diferentes después de una discusión abierta con la comunidad: PlatformRAD Edición de Código Abierto (ECA) (la que ahora se llama Edge CMS) que está siendo mantenida por el mismo fundador, la comunidad de Website Baker se quedó con el nombre, para evitar restricciones con versiones futuras del SMC.
El líder de la SMC era ahora Matthias Gallas, que se retiró el 6 de agosto de 2009 con el lanzamiento de la versión 2.8.0.
Un día después del retiro definitivo del fundador y la formación de la Website Baker Org eV, se anuncia, de acuerdo a la legislación alemana, una asociación sin fines de lucro. Los miembros actuales de la junta son Raymond Plugge, Ruud Eisinga y Klaus Weitzel.

## Website Baker versión 2.8.0
La versión estable 2.8 fue publicada el 15 de agosto de 2009. Además de una serie de correcciones de errores se llevaron a cabo algunas nuevas características:
- Agregado de Droplets, JQuery y Codepress
- Personalización y cambio de aspecto y estilo del Área de Administración (Backend).
- Los datos para la carpeta de medios (Media) pueden ser cargados con un archivo zip y descomprimidos en el servidor.
- Durante la instalación de complementos (Add-ons) el SMC verifica que se cumplan todas las condiciones.
- Los módulos subidos por FTP son ahora instalables por medio del área de administración
- Mejoras al Área de Administración (Backend): Más información, soporte completamente multilingüe y ajustes disponibles.

## Requerimientos del Sistema
Website Baker necesita un espacio web (espacio en Internet) con soporte para PHP, lenguaje del lado del servidor y bases de datos MySQL. Además, el PHP debe soportar sesiones y debe estar desactivado el "Modo Seguro", o el proveedor asignará los apropiados permisos de usuario. El ISP normalmente puede establecer estos valores si no tiene un servidor propio.
Las condiciones para la actual versión 2.8.0 son:
- Por lo menos 9 MB espacio web para Website Baker (las extensiones necesitan más)
- PHP 4.4.9 o superior (recomendado PHP 5.2)
- MySQL 3.2.3 o superior
- Modo Seguro de PHP = apagado o configurado
- Activado el soporte de Sesiones para PHP

## Objetivo
El grupo objetivo actual consiste de:
- Personas con un deseo de crear su propia página web
- Organizaciones y grupos, donde muchas personas de todo el mundo puede crear o editar el contenido de la página.
- Compañías pequeñas, medianas o de gran tamaño
- Organizaciones y escuelas

Sitios web grandes para miles de personas al mismo tiempo con muchas características no serán contados directamente al grupo objetivo.

## Características
Website Baker tiene muchas funciones para crear un sitio web dinámico, aunque el proyecto siempre trata de conservar el "fácil uso". Esto sólo puede lograrse sin "inflar" las características.

### Características
- Interfaz del usuario fácil de usar
- Soporte para el funcionamiento de múltiples sitios web
- Posibilidad de crear interfaces completamente accesibles
- Soporte para multi-lenguaje
- Toda la interfaz de salida está completamente validada por W3C y optimización para Optimización de Motores de Búsqueda (SEO en inglés)

- Gestión de medios y archivos
- Diseño de plantillas basadas al sitio personalizables por página
- Interfaz para extensiones
- Creación de grupos de usuario
- Grupo basado en acceso al sistema (cada página puede ser determinada)

- Control del Website Baker y completa creación de las páginas de sitios web a través del panel administrador (Backend)
- Uso de captcha para visitantes para la parte visible y utilizable del sitio para prevenir el "correo masivo de mensajes" (spam)
- Servicio de notificación, registro y recuperación de contraseña para usuarios

- Configuración de zonas de tiempo, nombre en pantalla, determinación de idioma formato de hora y fecha para cada usuario
- Adaptación de las extensiones para cada página
- Editores WYSIWYG y HTML para el Área de Administración

## Extensiones (Módulos)
La comunidad creciente de usuarios de Website Baker creó y gestionó algunos de los módulos, de los cuales algunos han sido entregados de forma estándar con el SMC Website Baker. Estas extensiones están disponibles de forma gratuita y serán agregadas al sitio oficial de "extensiones (addons)" después de pruebas exitosas.
Entre los módulos están:
- Integración de galerías conocidas, foro de internet y editores WYSIWYG y HTML para el área administrativa
- Otras mejores como libro de visitas, área de descarga y mucho más

Los módulos pueden ser cargados a través del área de administración en forma de archivo zip y la instalación se inicia automáticamente. La activación de los módulos se lleva a cabo cuando se crea una nueva página, donde a continuación, el módulo se puede seleccionar mediante el uso de la entrada en el "tipo:". Los módulos se pueden desinstalar fácilmente a través del área administrativa (backend).

## Droplets
Introducidos en la versión 2.8, los droplets se pueden colocar en cualquier lugar dentro Website Baker - sin importar si se utiliza en las secciones WYSIWYG, dentro de una plantilla o módulo. Se trata de un pequeño trozo de código PHP que se define en el backend y usados con doble corchetes.

## Diseño de Plantillas
Existen numerosas plantillas de diseño, que puede ser determinadas para una sola página de forma individual. La creación de las plantillas se hace con los lenguajes de HTML, CSS y PHP. La separación estricta de los contenidos y el diseño está garantizada y el diseño puede ser modificado casi totalmente de forma independiente. Sólo es necesario proporcionar un archivo CSS y otro PHP.

## Traducciones
En la última versión 2.8 Website Baker ofrece más de 20 idiomas Inglés (por defecto) en el núcleo. El área administrativa (Backend) y todos los módulos básicos en backend y página de inicio se traducen, también tienen muchos módulos con diferentes traducciones, así que Website Baker proporciona la traducción de cada módulo que coincide con el idioma elegido, si está disponible.

## Documentación
La documentación de Website Baker está disponible en inglés para los usuarios del SMC, desarrolladores de módulos y diseñadores web. También hay varios tutoriales en vídeo.

## Comunidad
La comunidad está creciendo rápidamente hay alrededor de 9,500 miembros registrados en el foro de soporte en diciembre de 2009 y casi 300 nuevos registros cada mes. Hay alrededor de 25 miembros del equipo, divididos en cuatro equipos principales y trece grupos de equipo. El módulo general y autores de plantillas son casi 150. Además hay diferentes foros de soporte y sitios web, también hay muchos Grupos de Usuarios.

## Licencia
Website Baker se distribuye bajo la licencia GNU GPL, y por lo tanto es software libre.

## Enlace oficial de Website Baker
- Sitio web de Website Baker

## Blogs, tutoriales y recursos de Website Baker
- Plantillas de Website Baker (Inglés)
- Portal con ayuda y foros sobre Website Baker en español
- All Modules and Snippets Project (AMASP)

- Datos: Q1460295